# ولی (اسلام)

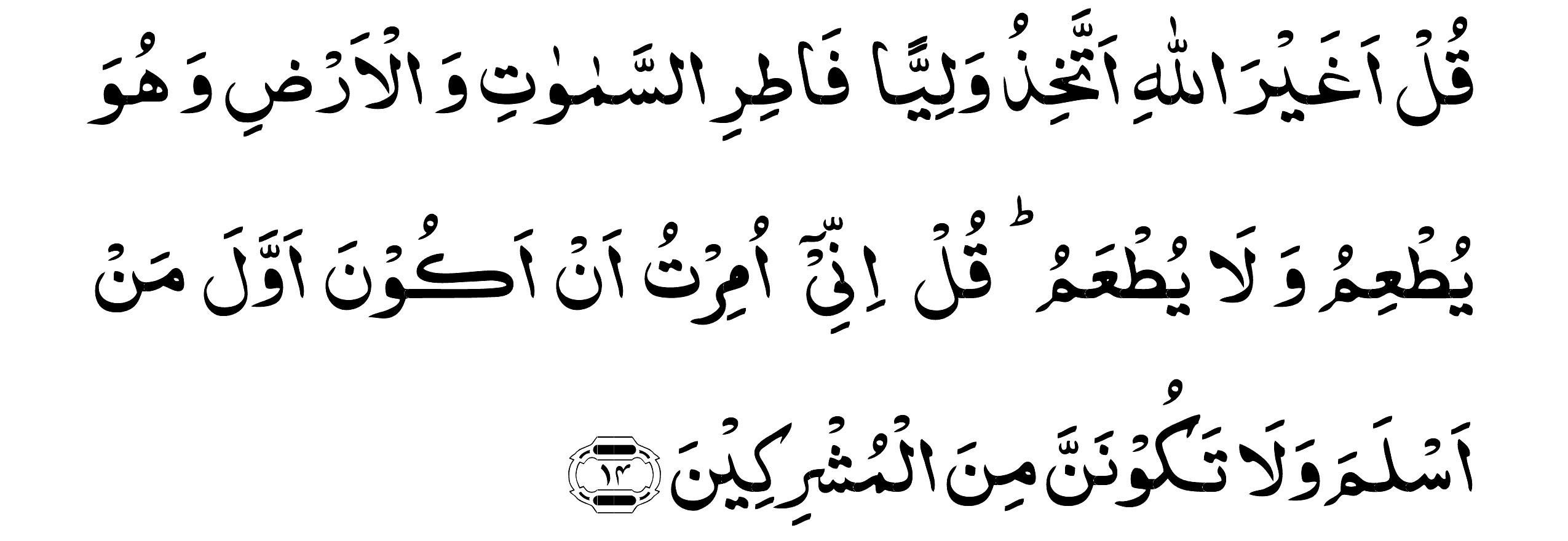
آیه قران

ولی کلمه‌ای عربی به معنای شخص دارای ولایت می‌باشد؛ ولی به معنای دوست، یاور و سرپرست به کار رفته است. این کلمه در قرآن و متون اسلامی به کار رفته‌است و تفاوت تعریف و تفسیر آن از اختلافات اصلی میان شیعه و سنی می‌باشد. همچنین ولی در فقه و حقوق نیز این اصطلاح کار برد دارد. در ادبیات فارسی نیز از طریق صوفیان رواج گسترده یافته‌است.

## واژه‌شناسی
راغب اصفهانی در کتاب مفردات القرآن گفته است «وَلاء» و همچنین «توالی» به این معنا است که دو چیز یا بیشتر، از یک جنس و بدون اینکه چیزی از غیر آن‌جنس حایل شود، کنار هم آید. این معنای لغوی ولاء و توالی است، و گاهی این لفظ به‌طور استعاره و مجاز در موارد زیر به کار می‌رود:
- قربی که از جهت مکان حاصل می‌شود.
- قرب از جهت نسبت.
- قرب از جهت دوستی و گفته می‌شود: «ولی فلان، دوست فلانی».
- قرب حاصل از نصرت و گفته می‌شود: «ولی فلانا، یاری کرد فلان را».
- از جهت اعتقاد. گفته می‌شود: «فلان ولی فلان، هم‌عقیده و هم‌سوگند اوست».
- در معنای مباشرت در کار و اختیار داری در آن، و گفته می‌شود: «فلان ولی لامر کذا، فلانی اختیار دار فلان کار است.»

وِلایت (به صدای پائین واو) و وَلایت (به صدای بالای آن) به یک معنا است، مانند دلالت و دلالت که هر دو به یک معنا است، و حقیقت ولایت عبارتست از بعهده‌گرفتن کار، و منصوب شدن بر آن و «ولی» و «مولی» هر دو استعمال می‌شوند در این معنا، البته‌هم در معنای اسم فاعل آن، یعنی موالی (به کسر لام) و هم در معنای اسم مفعول آن یعنی‌موالی (به فتح لام) و به مؤمن گفته می‌شود ولی‌الله ولی دیده نشده که بگویند مؤمن مولای‌خداست، ولی هم گفته می‌شود «الله ولی‌المؤمنین» و هم «الله مولا المؤمنین». ولایت در لغت به معنای سلطنت و یاری کردن نیز آمده‌ و در تلفظ حرف اول آن اختلافی گزارش شده‌است. ابن سکّیت وِلایت (با کسره واو) به معنای سلطنت و وَلایت و وِلایت را به معنای یاری کردن گفته‌است. سیبویه معتقد است که وَلایت «مصدر» است و وِلایت اسم امری است که فرد بر انجامش قیام کرده است.

## در قرآن و حدیث
برای ولی و ولایت دو معنا در قرآن و روایات گفته شد‌ه‌است. در معنای اول یاری و دوستی و در معنای دوم به سرپرستی، رهبری و تدبیر امور تعبیر شده‌اند. ولایت نیز دارای دو قسم هست. ولایت منفی (ولایت شیطان، طاغوت و کافر) که مسلمانان از پذیرفتن آن نهی شده‌اند. ولایت مثبت که مسلمانان دعوت شده‌اند آن را بپذیرند، ولایت خدا و پیامبر و پیشوای دینی است.
در قرآن به‌طور خاص این کلمه در آیهٔ ۵۵ سورهٔ مائده به کار رفته است:
إِنَّمَا وَلِیُّکُمُ اللَّهُ وَ رَسولُهُ وَ الَّذِینَ ءَامَنُوا الَّذِینَ یُقِیمُونَ الصلَوةَ وَ یُؤْتُونَ الزَّکَوةَ وَ هُمْ رَکِعُونَ

جز این نیست که ولی شما خداست و رسول او و آنان که ایمان آورده‌اند، همان ایمان آورندگانی که اقامهٔ نماز و ادای زکات می‌کنند در حالی که در رکوع نمازند.
در حدیث غدیر خم نیز به‌طور خاص این کلمه یا یکی از مشتقات آن به کار رفته است:
«من کنت ولیّه فعلیّ ولیّه» یا «من کنت مولاه فهذا علی مولاه»

## دیدگاه های شیعه
در تفکرات شیعی «ولایت مستلزم تصرف یک دوست در امور دوست دیگر» بیان شده‌است و تأکید شده‌است چنانچه کفار به عنوان اولیای مسلمین در نظر گرفته شوند، به تدریج ایمان مسلمین تباه می‌گردد.